# Albert Barbier
Albert Barbier est un rosiériste et homme politique français né à Orléans (Loiret) le 2 mai 1845 et mort dans la même ville le 1er janvier 1931.
Il est notamment connu pour avoir donné naissance aux premiers rosiers lianes à partir de souches de rosiers botaniques trouvés au Japon par le botaniste allemand Max Ernst Wichura (et nommés ensuite Rosa wichuraiana puis Rosa luciae).
Ses rosiers sont caractérisés par leur vigueur, leur résistance aux maladies et, souvent, leur feuillage brillant. Son fils, René Barbier (1869-1940), lui succède à la tête de l'entreprise.

## Histoire

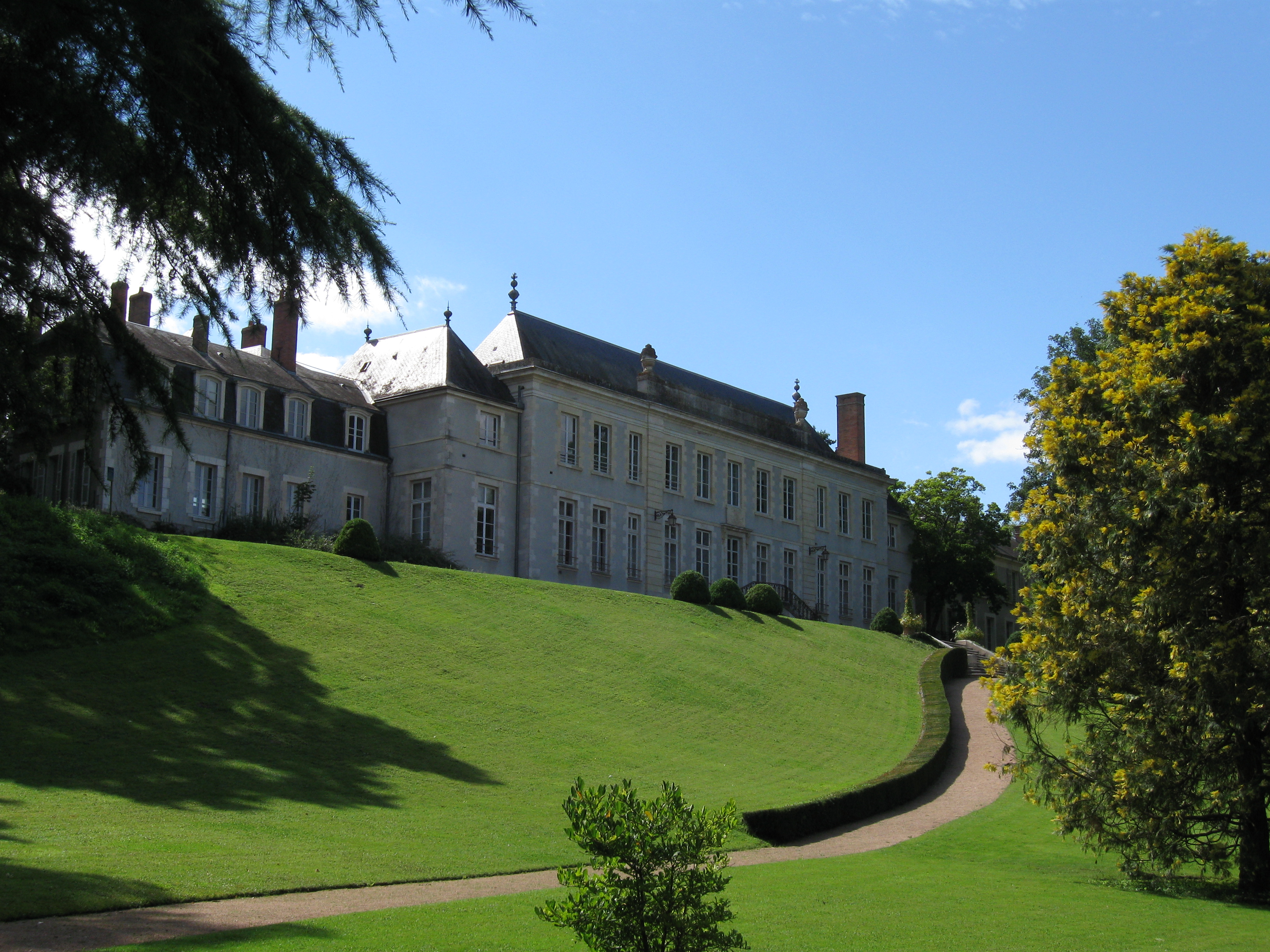
Le château de la Source

Albert Barbier naît le 2 mai 1845 dans le royaume de France, à Orléans dans le département du Loiret, sous la monarchie de Juillet.
Comme son père, Albéric, Albert est aussi jardinier. Il fait ses classes au château de la Source avant d'entrer en octobre 1863 comme garçon jardinier aux Pépinières Transon Frères et D. Dauvesse à Orléans. De 1865 à 1869, il est chef de culture à la multiplication puis chargé des achats et des voyages de 1869 à 1892. En 1872, il devient l'associé de Paul Transon avant de prendre la direction de la pépinière en 1892. Il devient également secrétaire général de la société horticole du Loiret. Délégué par le ministère de l'agriculture, il voyage beaucoup à travers le monde pour participer ou présider des concours ou expositions horticoles.

### Vie politique
Républicain sous le Second Empire (1852-1870), Albert Barbier est élu conseiller municipal de la commune d'Olivet en 1881. Il devient adjoint de 1883 à 1896 et maire le 18 mai 1896 sous la Troisième République. En 18 juillet 1907, il est élu conseiller général du Loiret dans le canton d'Orléans-Sud, en remplacement de Paul Transon. Il siège au Conseil général pendant un quart de siècle, jusqu'à sa mort en 1931.
Il est fait officier de l'ordre du mérite agricole et chevalier de l'ordre de Saint-Stanislas de Russie en 1894.
Albert Barbier est nommé chevalier de la Légion d'honneur par le décret du 15 août 1900.

### Barbier etCie

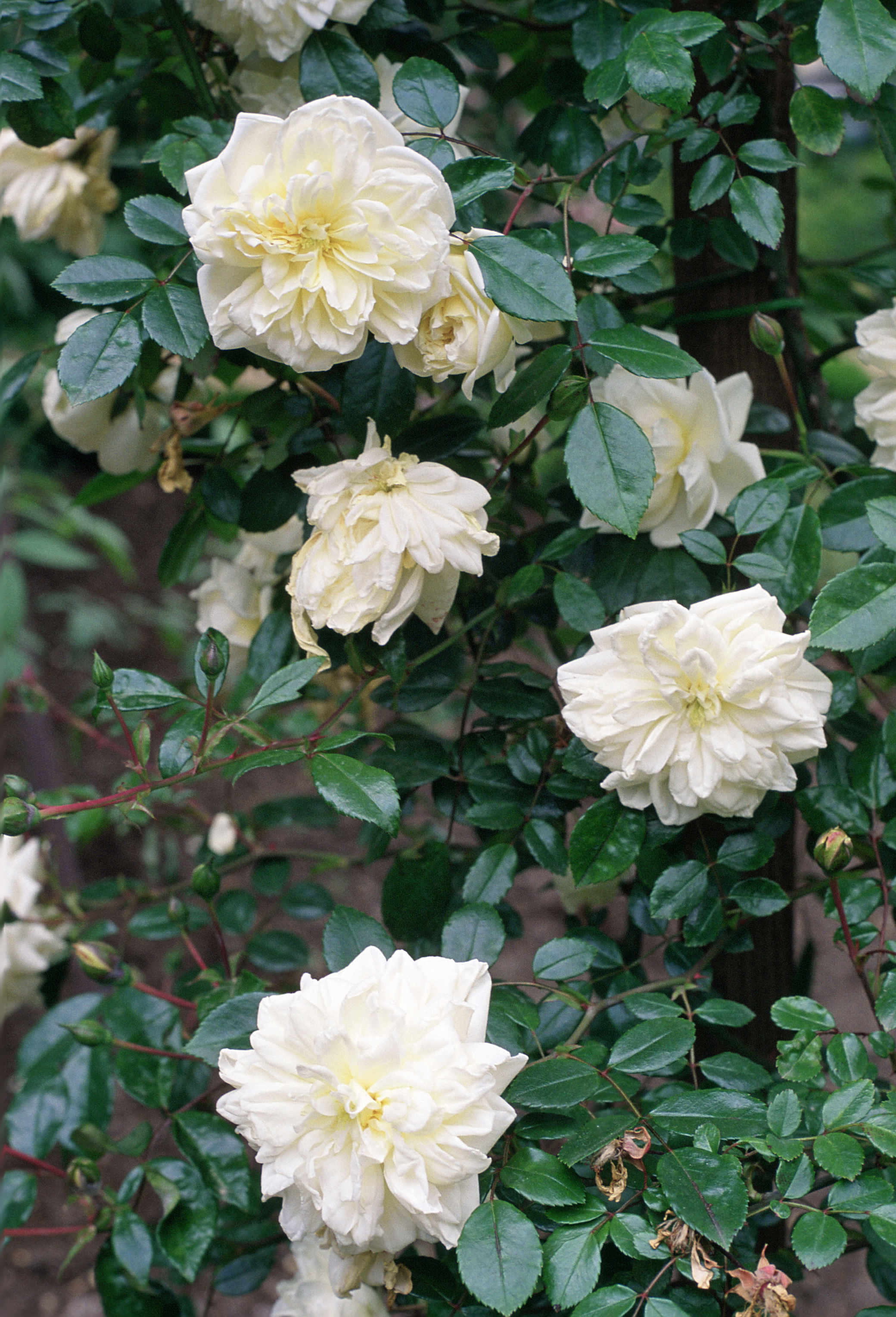
Rosier 'Albéric Barbier' (1900)

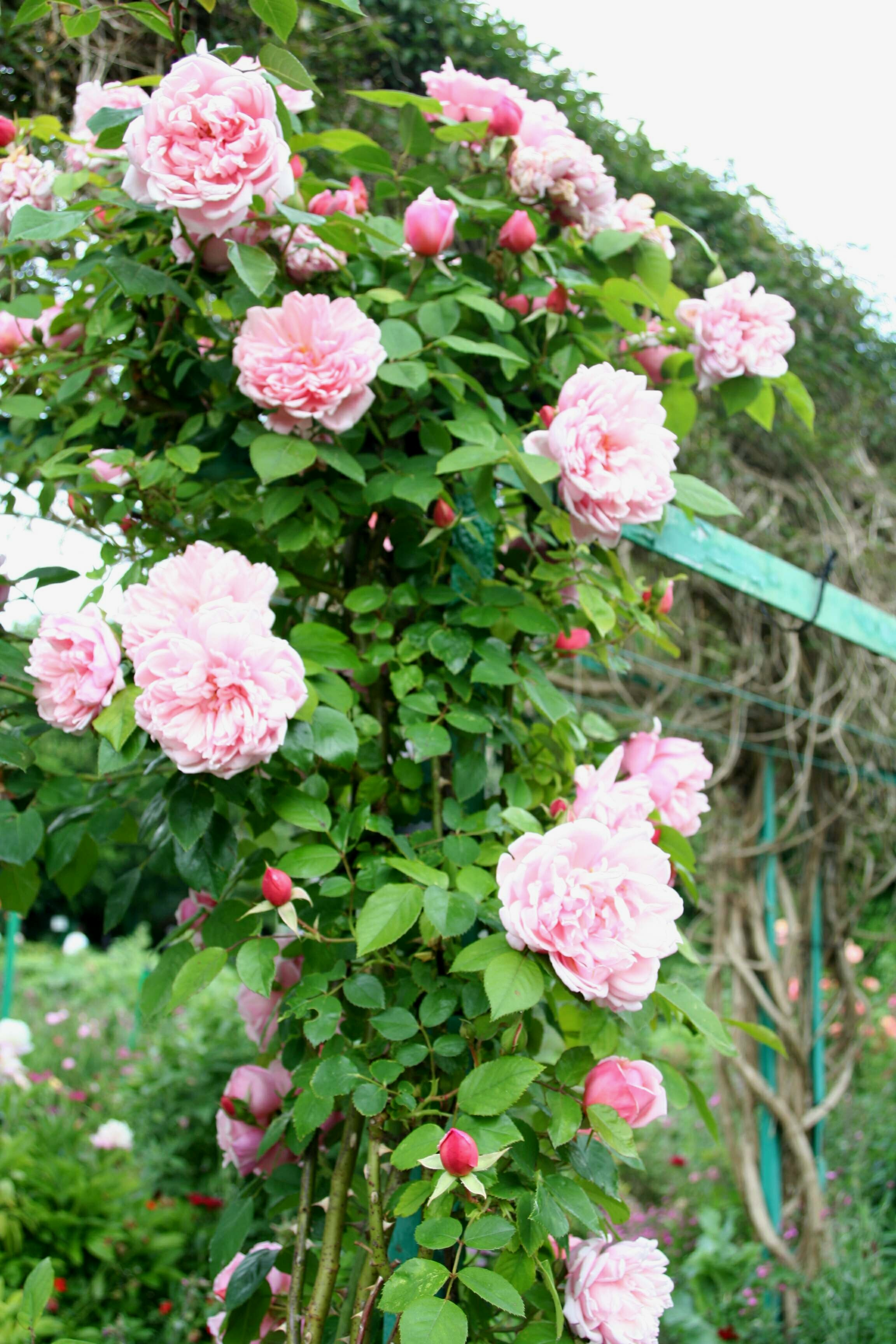
Rosier 'Albertine' (1921) à Giverny

En 1894, Albert Barbier fonde avec ses deux fils, René et Léon, et son frère Eugène (1849-1907), la Société Barbier & Cie au 16, route d'Olivet à Orléans. Finalement, leur cousin Georges les rejoindra, suivi de ses neveux et petits-fils.
La société a été financée en partie par le beau-frère d'Albéric Barbier, Casimir Moullé, marchand de vin à Bercy.
La pépinière va alors s'étendre sur plus de 170 hectares sur cinq sites (La Ferté-Saint-Aubin, Saint-Denis-en-Val, Saint-Cyr-en-Val, Orléans et Olivet). Avec près de 300 employés, Barbier est l'un des principaux employeurs de la région.
Le catalogue Barbier de 1908 compte 254 pages, mais les roses n'occupent que 10 % du catalogue, avec plus de 800 variétés de roses, dont 35 « nouveaux » rosiers wichuraiana. Les roses constituent alors seulement un quart de la production de la pépinière qui produit aussi soixante-dix variétés de pommes, des abricots, des poires, framboises, mûres, fraises, cassis, pêches, nectarines, prunes, coings, cerises, amandes, noix, noisettes, asperges, rhubarbe et fruits sauvages.
Barbier est l’un des premiers Français à exporter vers les États-Unis, mais aussi vers la Russie, sortant même un catalogue en anglais, une révolution pour l’époque.
On lui doit aussi l’introduction de l’érable « Crimson King » et la propagation de la cerise « Early Rivers ». Plus résistantes, ses plantations de vignes américaines aideront à lutter contre les ravages du phylloxéra.
À la fin de la Première Guerre mondiale, les commandes diminuent. Les années suivantes, les crises économiques de 1929 et 1931 et les lois protectionnistes de Grande-Bretagne rendent l'exportation plus difficile.
La mort d'Albert Barbier en 1931 marque la fin des créations de roses, la dernière rose étant 'Paul Dauvesse' en 1933, nommée en l'honneur du mentor d'Albert Barbier. Avec les pressions sur les terres pour la construction de logements, les pépinières Barbier rapetissent, et abandonnent la création de variétés pour devenir simple producteur de plants. L'entreprise ferme en 1972.

### Les rosiers de Barbier

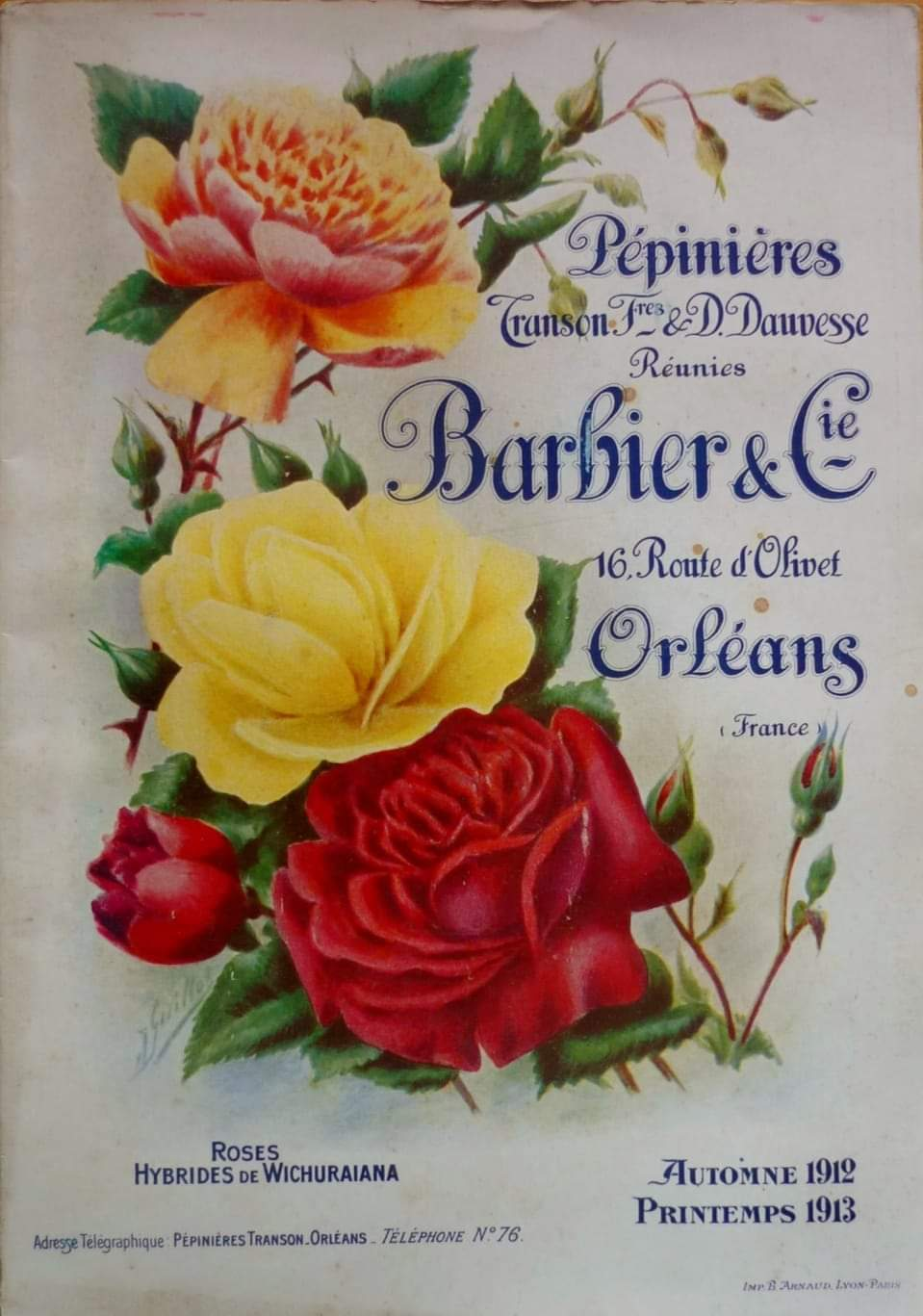
Catalogue 1912-1913.

Entre 1900 et 1933, près de 66 rosiers sont obtenus, essentiellement par Albert et René Barbier, dont environ une quarantaine de grimpants hybrides de Rosa wichuraiana.
L'entreprise est à son apogée avant la Première Guerre mondiale, les rosiers lianes rencontrent un succès mondial grâce à leurs nombreuses qualités : forte croissance (ils peuvent facilement couvrir 10 mètres), feuillage brillant, porté sur des cannes souples très saines, résistance aux maladies, floraison printanière prolifique en grandes grappes généreuses.
En Amérique, les rosiers de Wichura deviennent célèbres sous le nom de « Memorial Rose » et sont largement plantés dans les cimetières comme couverture de sol, en raison de leur feuillage brillant et des grappes de fleurs blanches à froufrous parfumées.
La Roseraie de l’Haÿ-les-Roses de Jules Gravereaux, vitrine des rosiers grimpants wichuraiana du début du XXe siècle, contribue beaucoup à la renommée de la Maison Barbier et de ses créations : ‘Albéric Barbier’ (1900), ‘Paul Transon’ (1900), ‘Alexandre Girault’ (1909).
La Roseraie de Bagatelle, créée en 1905, confirme le talent des Barbier, et les récompense par sept certificats à son concours de roses nouvelles : ‘Désiré Bergera' (1911), 'Wichmoss’ (1913), 'Auguste Gervais’ (1919), ‘Jules Tabart’ (1922), ‘Albertine’ (1921), ‘Mme Henri Gravereaux’ (1925) et 'Coupe d’Or’ (1930).
On peut aussi citer : 'Léontine Gervais' (1903) ; 'François Juranville' (1906) ; 'La Marne' (1915) et 'Henri Barruet' (1918).

## Distinctions
- Officier de l'ordre du Mérite agricole
- Chevalier de la Légion d'honneur